# Tentúgal
Tentúgal ist eine Gemeinde (Freguesia) im portugiesischen Kreis Montemor-o-Velho. In ihr leben 2046 Einwohner (Stand 19. April 2021). Sie ist landesweit für das Pastel de Tentúgal bekannt, einer gefüllten Blätterteig-Süßspeise.

## Geografie
Die Gemeinde liegt am rechten Mondego-Ufer, jeweils etwa 10 km westlich von der Kreisstadt Montemor-o-Velho und östlich von der Distrikthauptstadt Coimbra entfernt.

## Geschichte
Erstmals offiziell erwähnt wurde der Ort 980 und stand bis zum 11. Jahrhundert abwechselnd unter christlicher und islamischer Herrschaft. 1034 nahm Gonçalo Trastamires Tentúgal definitiv den Mauren ab, während der Eroberung von Montemor. Das Gebiet wurde Teil der neugeschaffenen Grafschaft Coimbra, die ab 1064 von D.Sisnando (Sesnando Davides, 963 - 1091) regiert wurde, der aus Tentúgal stammte.
1108 erhielt der Ort erstmals Stadtrechte (Foral), die 1124 von der Königin D.Tereza bestätigt wurden. 1265 erhielt auch der Ort Póvoa de Santa Cristina Stadtrechte. 1420 gab König D. João I. das Gebiet an seinen Sohn, D.Pedro, der hier eine Zeit lebte, und für den sein Vater den Titel Herzog von Coimbra schuf.
1515 erneuerte König Manuel I. die Stadtrechte Tentúgals, das bis 1853 Sitz eines eigenständigen Kreises (Concelho) blieb. Seither gehört es zum Kreis Montemor-o-Velho. 1991 wurde Tentúgal zur Vila (Kleinstadt) erhoben.

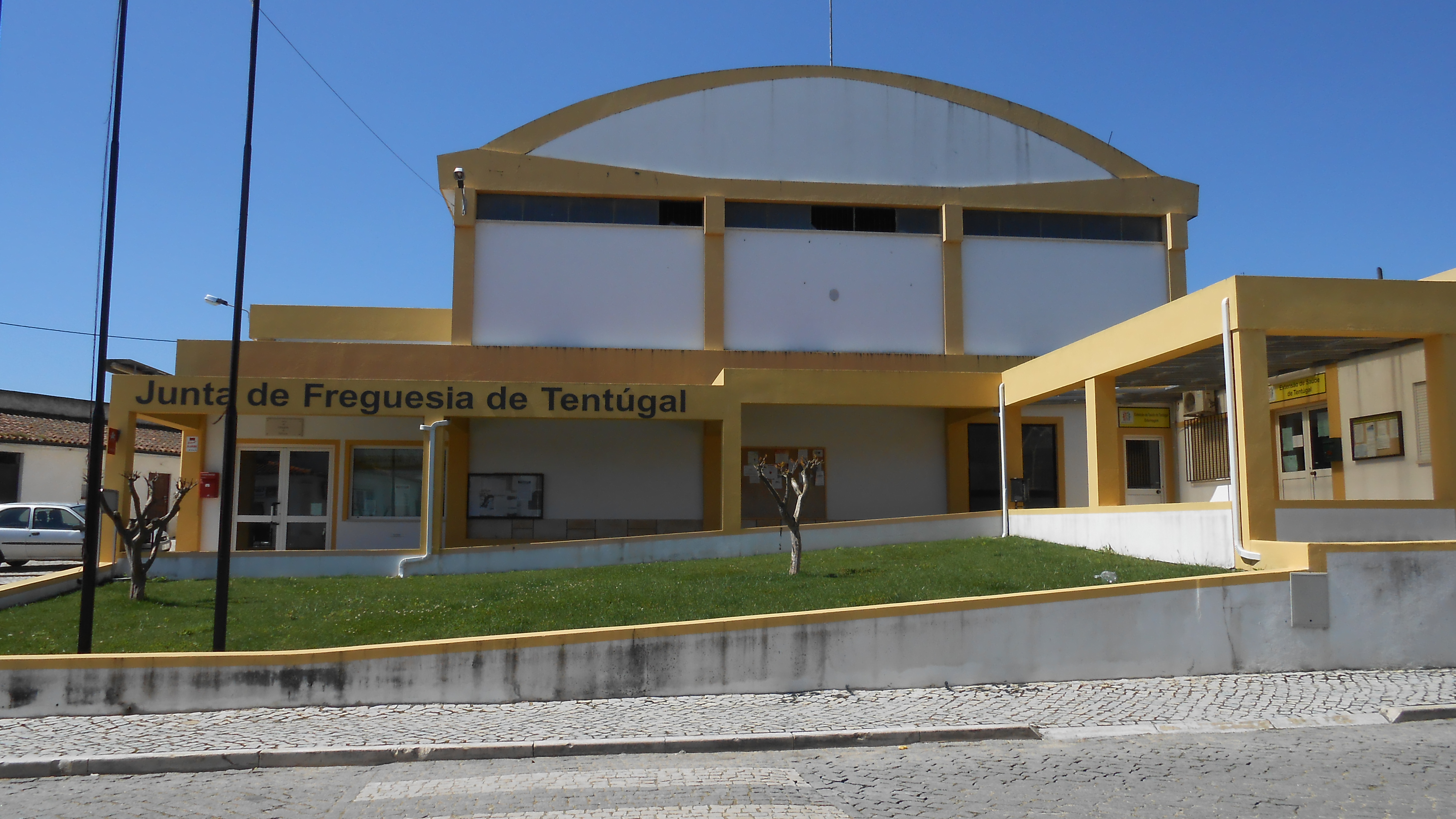
Die Gemeindeverwaltung von Tentúgal

## Verwaltung
In der Gemeinde liegen folgende Ortschaften:

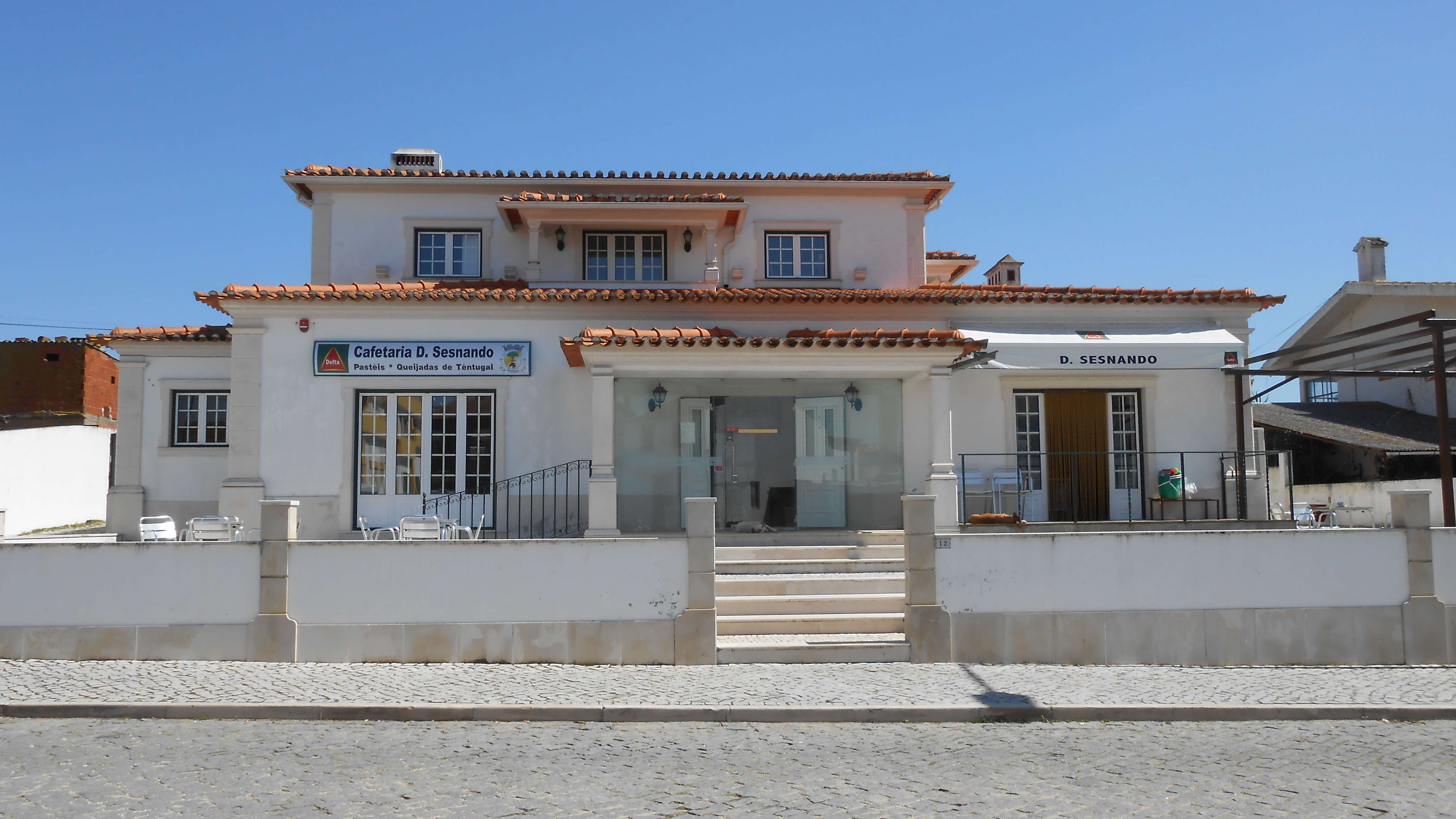
Einer der Hersteller der Pasteis de Tentúgal

- Casal dos Craveiros
- Casal Fernando
- Casal dos Leiteiros
- Casal dos Lourenços
- Casal do Penas
- Casal dos Saraivas
- Fontainhas
- Moinho Novo
- Morração
- Outeiro Longo
- Pochos
- Portela
- Porto Espinheiro
- Póvoa de Santa Cristina
- Ribeira dos Moinhos
- Tentúgal

## Wirtschaft
Der wichtigste Wirtschaftszweig in Tentúgal liegt in Herstellung und Vertrieb der landesweit bekannten Süßspeise Pastel de Tentúgal. Mit etwa 200 direkten Arbeitsplätzen stellt der Bereich die wichtigsten lokalen Arbeitgeber.
Landwirtschaft ist noch von Bedeutung, wird zu einem Großteil jedoch nur noch im Nebenerwerb betrieben. Neben öffentlichen und sozialen Einrichtungen sind kleinere Betriebe des Handels und der Gastronomie in der Gemeinde zu nennen.

## Söhne und Töchter des Ortes
- Sesnando Davides (963–1091), Ritter und Graf von Coimbra
- João de São José († 1580), Prior des Klosters von Tavira

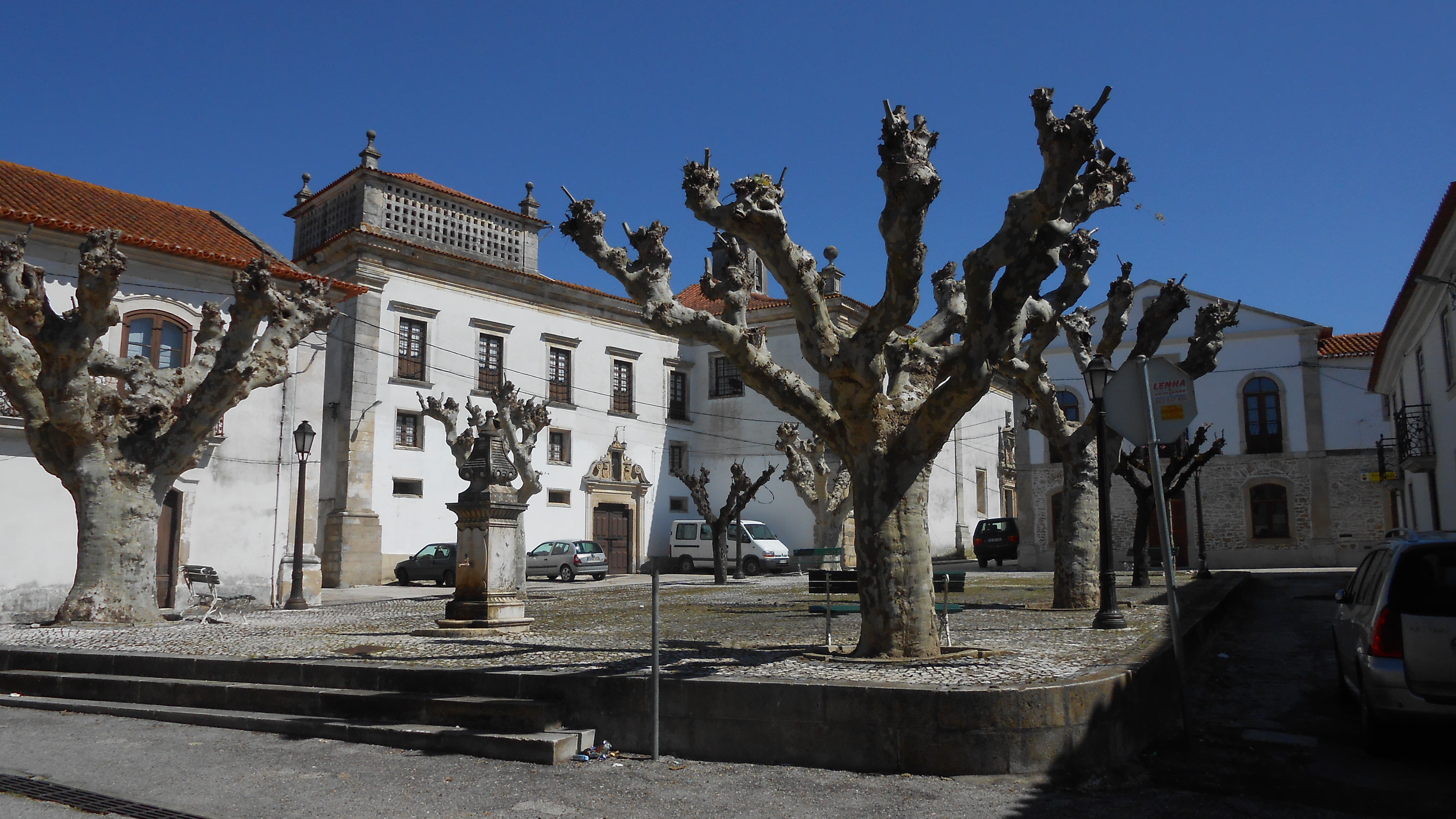
Der historische Platz Praça do Rossio